# Monte Kupe
El monte Kupe o Mont Koupé es una montaña plutónica en el altiplano occidental de Camerún, que forma parte de la línea de volcanes de Camerún. Es la más alta de las montañas Bakossi, con 2 064 m .
La montaña es venerada por la población local bakossi como el hogar de sus espíritus ancestrales y del bosque. Los misioneros de la década de 1890 observaron que la montaña tenía una gran reputación mágica, y todavía tiene un papel importante en las creencias relacionadas con el ekong, una forma de brujería. La montaña solía estar cubierta de bosques, aparte de algunas pequeñas zonas de hierba cerca de la cima. Las causas de la deforestación en el paisaje de Bakossi son los cultivos migratorios, la tala de árboles para obtener madera, el crecimiento y la expansión de los asentamientos humanos y el establecimiento de tierras de pastoreo. Todas las laderas de la montaña se han ido convirtiendo en zonas de uso agrícola. Se han talado bosques hasta los 1.500 m en las laderas orientales y hasta entre 750 y 1.100 m en las laderas occidentales y septentrionales, por encima de los pueblos de Mbule y Nyasoso.
En 2010, todavía había bosque primario de altitud media y de montaña en la parte norte. El bosque nublado alberga una rica biodiversidad y es el hogar de chimpancés y varias especies de primates amenazados. Se sabe que el alcaudón del monte Kupe, Telophorus kupeensis, está en peligro de extinción debido a su reducida área de distribución y a la disminución de la calidad de su hábitat. El Proyecto Forestal del Monte Kupe fue gestionado en un principio por BirdLife International, más tarde por WWF-Reino Unido y después por WWF-Camerún. En 2010 el proyecto estaba inactivo.